# Kvarnören, Nagu
Kvarnören är en ö nära Husskär i Nagu,  Finland.   Den ligger i Pargas stad i den ekonomiska regionen  Åboland  och landskapet Egentliga Finland. Ön ligger just väster om Husskär, omkring 27 kilometer sydost om Nagu kyrka,  54 kilometer söder om Åbo och 160 km väster om Helsingfors. Närmaste allmänna förbindelse är förbindelsebryggan vid Knivskär som trafikeras av M/S Nordep.